# Magma (wiskunde)
In de abstracte algebra is een magma (ook groepoïde genoemd, niet te verwarren met groepoïde in  de categorietheorie) een basale algebraïsche structuur. Specifiek bestaat een magma uit een niet-lege verzameling die is uitgerust met een enkele binaire operatie, {\displaystyle *:M\times M\to M}, waaraan geen verdere eisen worden gesteld. De enige structuur in {\displaystyle M} is dus de binaire operatie {\displaystyle *}, die aan twee elementen {\displaystyle a} en {\displaystyle b} in {\displaystyle M} het element {\displaystyle a*b\in M} toevoegt. Magma's als zodanig worden niet (veel) bestudeerd, maar gelden vanwege de aanwezige bewerking, als basisstructuren voor rijkere structuren in de abstracte algebra. De term magma werd geïntroduceerd door Bourbaki.
Een magma noteert men als het paar {\displaystyle (M,*)}, waarin {\displaystyle M} de verzameling is en {\displaystyle *} de binaire bewerking.
Het aantal elementen van een magma wordt de orde van de magma genoemd en genoteerd als {\displaystyle |M|} of {\displaystyle \#M}.
Eindige magma's kan men volledig voorstellen in een zogenaamde Cayley-tabel, die de resultaten van de bewerking opsomt. 

## Types magma's
Magma's worden niet vaak als zodanig bestudeerd; er zijn verschillende soorten magma's, afhankelijk van welke axioma's men oplegt aan de operaties.
Vaak bestudeerde soorten magma's zijn
- Quasigroepen: niet-lege magma's, waarbij delen altijd mogelijk is;
- Lussen: quasigroepen met identiteitselementen;
- Halfgroepen: magma's waarvan de operatie associatief is;
- Monoïden: halfgroepen met identiteitselementen;
- Groepen: monoïden met inverse elementen, of gelijkwaardig, associatieve lussen of associatieve quasigroepen;
- Abelse groepen, waarvan de operatie commutatief is.

## Enkele voorbeelden
- De natuurlijke getallen met de optelling, genoteerd als {\displaystyle (\mathbb {N} ,\ +)}, vormen een magma.
- De gehele getallen met de aftrekking, genoteerd als {\displaystyle (\mathbb {Z} ,\ -)}, vormen een magma.
- De natuurlijke getallen met de aftrekking, genoteerd als {\displaystyle (\mathbb {N} ,\ -)} zijn géén magma, want voor bijvoorbeeld {\displaystyle a=4,b=8} is {\displaystyle a-b=4-8\notin \mathbb {N} }, dus is het verschil niet voor alle elementen gedefinieerd binnen {\displaystyle \mathbb {N} }.

## Morfisme van magma's
Een morfisme van magma's is een functie {\displaystyle f\colon M\to N} die het magma {\displaystyle M} afbeeldt op het magma {\displaystyle N} en die de binaire operatie:
{\displaystyle f(x*_{_{M}}y)=f(x)*_{_{N}}f(y)}
in stand houdt, waarin {\displaystyle *_{_{M}}} en {\displaystyle *_{_{N}}} de binaire operaties op respectievelijk {\displaystyle M} en {\displaystyle N} aanduiden.

## Vrij magma
Voor elke niet-lege verzameling {\displaystyle X} kan men het vrije magma over {\displaystyle X} definiëren als het "meest algemene" magma dat door {\displaystyle X} wordt voortgebracht. Het kan beschreven worden als het magma van alle eindige bomen met de bladeren in {\displaystyle X}. De compositie {\displaystyle a*b} van twee bomen {\displaystyle a} en {\displaystyle b} is de boom waarvan de wortel {\displaystyle a} als linker onderboom en {\displaystyle b} als rechter onderboom heeft. Men kan elk element van het vrije magma noteren als uitdrukking in de elementen van {\displaystyle X} en haakjes. Zo bevat bijvoorbeeld voor {\displaystyle X=\{a,b,c\}}  het vrije magma over {\displaystyle X} onder meer de elementen:
{\displaystyle a,b,c,ab,ba,(ab)c,a(bc),(aa)(bb),(a(ab))b,(ab)(ab),} enz.